# Publius Cornelius Scipio
Publius Cornelius Scipio († 211 př. n. l.) byl římský voják a politik, pocházející z významného patricijského rodu Corneliů. Na počátku druhé punské války ho Římané vyslali jako konzula do Hispánie, aby tam bojoval s Hannibalem. Kartaginský vojevůdce však překročil Alpy a zvítězil nad Scipionem v bitvě u Ticina. Scipio dosáhl později jistých vojenských úspěchů nad Kartáginci v Hispánii, kde válčil několik let společně se svým starším bratrem Gnaeem Corneliem Scipionem. V roce 211 př. n. l. padl v bitvě u horní Baetis. Nedlouho nato přišel o život také jeho bratr.

## Konzulát

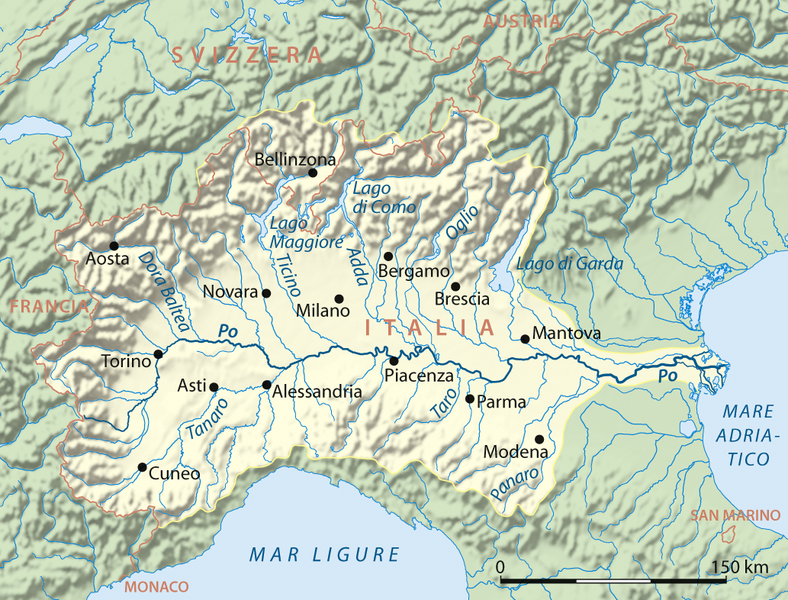
Povodí řeky Pádu s přítokem Ticino

Publius Cornelius Scipio se narodil jako syn Lucia Cornelia Scipiona, zastávajícího v roce 259 př. n. l. úřad konzula. Jeho starší bratr Gnaeus Cornelius Scipio vykonával tentýž úřad v roce 222 př. n. l. V roce 218 př. n. l., v prvním roce druhé punské války, se Publius stal konzulem společně s Tiberiem Semproniem Longem. Krátce po vypuknutí konfliktu se Římané dozvěděli, že kartaginský vojevůdce Hannibal vytáhl s vojskem z hispánského města Nové Kartágo (dnešní Cartagena) a překročil řeku Hiberus (Ebro). V reakci na to se rozhodli vyslat Scipiona proti Hannibalovi do Hispánie, zatímco Sempronius se měl na Sicílii chystat k invazi do severní Afriky.
Scipionův odjezd z Itálie se poněkud pozdržel, neboť jednu ze svých dvou legií musel přenechat praetoru Luciu Manliu Vulsonovi k potlačení nedávno vypuklého povstání Bojů v Předalpské Galii. Poté, co dokončil dodatečné odvody, vyplul v srpnu nebo počátkem září s 60 pětiveslicemi do Hispánie. Po pěti dnech plavby podél pobřeží Ligurie se dostal do okolí Massalie (Marseille), řecké obce stojící na straně Římanů. Zakotvil u nejbližšího ústí řeky Rhodanus (Rhôna) a rozbil na tamto místě tábor, aby svým mužům, vyčerpaným plavbou, dopřál odpočinek. Třebaže obdržel informaci, že Hannibal překročil Pyreneje, měl za to, že je dosud velmi daleko. Záhy ho ale překvapila zpráva, že Punové, postupující od západu, dosáhli Rhodanu zhruba ve stejnou dobu jako jeho vojsko. Vybral proto 300 jezdců a pověřil je úkolem prozkoumat postavení a sílu nepřítele. Hannibal si mezitím vynutil přechod přes Rhodanus proti nepřátelskému galskému kmeni Volků, bránícímu protilehlý břeh. Podle Polybia se místo, kde Kartáginci překonali řeku, nacházelo ve vzdálenosti čtyřdenního pochodu od moře. Přeprava vojáků probíhala v plném proudu, když 500 numidských jezdců, vyslaných Hannibalem na výzvědy, narazilo nedaleko vlastního tábora na římskou jízdu. V nastalém krvavém střetu dosáhli Římané vítězství a zahnali Numiďany na útěk.
Jakmile vracející se jízda zpravila Scipiona o pohybu nepřátel, konzul neprodleně vyrazil s celým vojskem za Kartáginci. K přechodu přes Rhodanus ale nedokázal přitáhnout dříve, než tři dny po jejich odchodu. Vzhledem k protivníkově náskoku, zanechal pronásledování a vrátil se k lodím. Jelikož pochopil, že Hannibal zamýšlí přejít přes Alpy, neprodleně se vydal zpět do Itálie. Většinu svého vojska předal svému bratru Gnaeovi, jemuž uložil, aby pokračoval v původně plánované výpravě proti Punům v Hispánii. Toto strategické rozhodnutí zásadním způsobem předurčilo další průběh války, protože Scipio tím Hannibala odřízl od tamějších bohatých zdrojů a přísunu posil a zároveň přiměl Puny soustředit své síly na obranu této země před Římany.
Scipio odplul s nepatrným počtem vojáků do Pisy. Poté, co protáhl Etrurií, spěchal k řece Pádu, kde od praetorů Atilia a Manlia, válčících s Boji, převzal jejich dvě legie. Konzul hodlal svést co nejdříve bitvu s Hannibalovým vojskem, jemuž se sice podařilo přejít přes Alpy, avšak utrpělo při tom značné ztráty a dosud se plně nezotavilo. Po překročení Pádu pokračoval směrem na západ k jeho přítoku jménem Ticinus. Přes tuto řeku dal vybudovat dřevěný most, po němž Římané přešli na její levý břeh. Kartáginci se v téže době zdržovali v nevelké vzdálenosti od svých protivníků. Po třech dnech se obě vojska střetla v bitvě u Ticina, v níž římská jízda podporovaná lehkooděnci podlehla Hannibalově jezdectvu. Hlavní podíl na kartaginském vítězství náležel numidské jízdě, která provedla obchvat nepřítele a uvrhla Římany ve zmatek útokem do jejich týla. Římany navíc otřáslo vážné zranění, jež utrpěl Scipio v boji. Podle Liviova líčení měl konzula zachránit z bitevní vřavy jeho stejnojmenný sedmnáctiletý syn Publius. Jiná verze, uváděná historikem Luciem Coeliem Antipatrem, připisuje zásluhu na záchraně konzulova života jistému ligurskému otrokovi.
Zraněný konzul si uvědomil, že zdejší rovinatá krajina je příznivá pro početnější punské jezdectvo. Své vojsko tudíž urychleně stáhl zpět za Ticinus, přičemž nařídil strhnout most přes řeku. Potom ustoupil za Pád a utábořil se u nedávno založené římské kolonie jménem Placentia (Piacenza). Hannibal se vydal za Scipionem a přitáhl do těsné blízkosti jeho tábora. Na punské výzvy ke svedení bitvy ale Římané nereagovali. Po Hannibalově vítězství u Ticina se místní Galové, chovající se dosud zdrženlivě, začali přidávat na jeho stranu. Scipionovy galské pomocné sbory během jedné noci přepadly Římany, mnoho jich pobily a přeběhly k Punům. Konzul vnímal toto proradné jednání jako signál okolním galským kmenům k odpadnutí od Římanů. Za noci proto se svými muži ustoupil na obtížně přístupné pahorky za řekou Trebií, spoléhaje v nedobytnost tohoto místa. Tam se rozhodl vyčkat příchodu svého kolegy, konzula Tiberia Sempronia Longa, jehož senát po Hannibalově přechodu Alp odvolal ze Sicílie.
V prosinci 218 př. n. l. dorazil Sempronius se svým vojskem ke Scipionově táboru. Protože Scipio se stále léčil ze svého zranění a nemohl se účastnit boje, převzal velení Sempronius. Podle Polybia hořel touhou svést bitvu ještě předtím, než do svých úřadů nastoupí nově zvolení konzulové. Scipio mu jeho záměr rozmlouval a doporučoval střetnutí oddalovat. Přestože panovalo chladné počasí a sněžilo, Sempronius v odpověď na nájezd numidských jezdců vyvedl celé vojsko do bitvy. Římané přešli rozvodněnou Trebii a zaútočili na Puny na protějším břehu. Jakmile se rozpoutal boj, Hannibal vyslal do týlu nepřátel oddíl jezdců a pěšáků ukrytý v nedalekých křovinách. Římští vojáci na křídlech se následně dali na útěk a byli zahnáni zpět k řece. Jen asi 10 000 římských pěšáků dokázalo prorazit střed nepřátelské linie a uniknout do Placentie. Zima a sněhová bouře zabránily Kartágincům pronásledovat poražené za řeku a zmocnit se jejich tábora. V průběhu nastalé noci se Scipionovi podařilo dostat zbytky vojska do Placentie. Odtud je přepravil do Cremony a tam přezimoval.

## Válčení v Hispánii

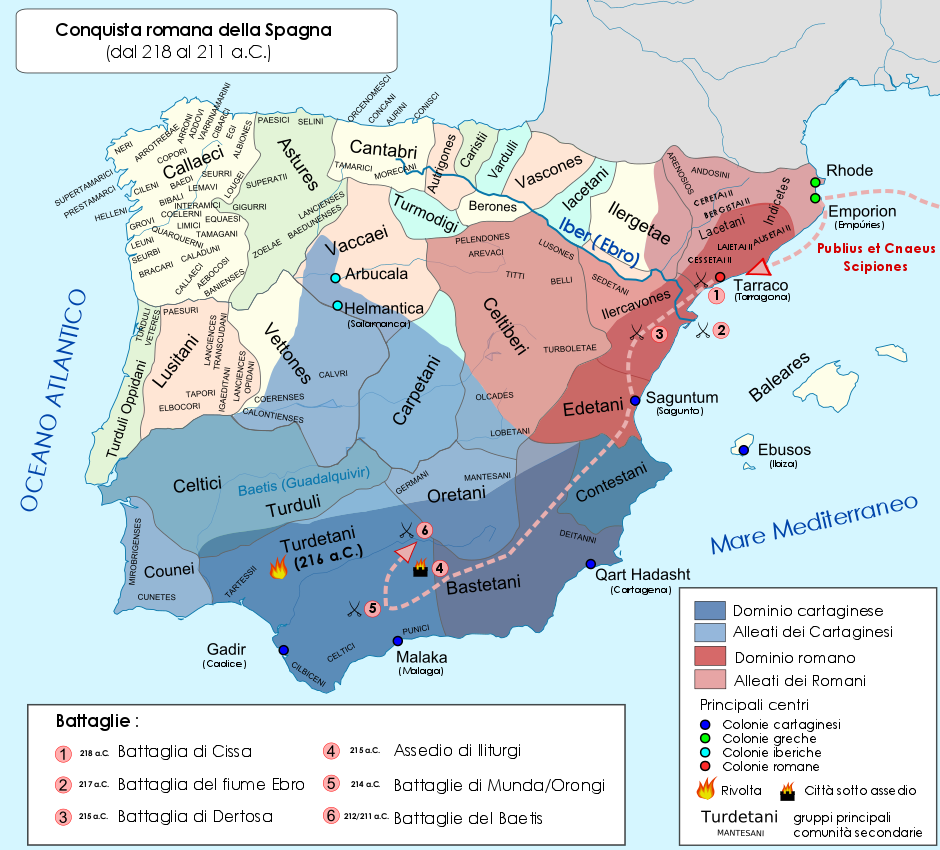
Tažení Římanů v Hispánii v letech 218 až 211 př. n. l.

V létě 217 př. n. l. zvítězil Scipionův bratr Gnaeus v Hispánii v námořní bitvě u ústí řeky Hiberu nad Hannibalovým bratrem Hasdrubalem. Když se senát dozvěděl o tomto úspěchu, dospěl k závěru, že je nutné zintenzívnit válku proti Kartágincům na Iberském poloostrově. Prodloužil Publiovi imperium a v hodnosti prokonzula ho vyslal do Hispánie. Podle Livia obdržel Scipio pro svoji výpravu 30 válečných lodí a 8000 vojáků. Polybios uvádí pouze 20 lodí. Prokonzul se s těmito silami vylodil ještě v roce 217 př. n. l. ve městě Tarraco (Tarragona) a sloučil své vojsko s bratrovým. Společně poté vedli válku proti Punům.
V témže roce překročili poprvé řeku Hiberus a vytáhli k městu Saguntum. Hannibal zde před svým odchodem do Itálie zanechal jako rukojmí syny předních mužů hispánských obcí, jimž nedůvěřoval. Významný hispánských šlechtic Abelux, stojící na straně Kartáginců, se tehdy rozhodl přejít k Římanům. Předtím přesvědčil kartaginského velitele Bostara, aby mu vydal rukojmí, a ta vzápětí odevzdal Římanům. Propuštěním rukojmích zpět do jejich domovů si Scipionové zjednali náklonnost mnoha hispánských kmenů.
Polybiův popis dalších činů bratří Scipionů se nedochoval. Hlavním pramenem, zachycujícím vývoj války v Hispánii v období do roku 211 př. n. l., je proto ne zcela spolehlivé Liviovo dílo, které obsahuje často nepřesné chronologické a topografické údaje, některé události dubluje a zveličuje římská vítězství.
Poté, co Hannibal porazil Římany v bitvě u Kann, vláda v Kartágu počátkem roku 215 př. n. l. přikázala Hasdrubalovi, aby se svým vojskem vytáhl z Hispánie do Itálie podpořit svého bratra. Bratři Scipionové se mu rozhodli postavit do cesty a oblehli Punům nakloněné město Hibera (pozdější Dertosa), nacházející se jižně od řeky Hiberus. Podle Liviova tvrzení dosáhli v následné bitvě u Hiberu nad Hasdrubalem drtivého vítězství a přinutili ho upustit od tažení do Itálie. Koncem léta téhož roku poslali Scipionové do Říma zprávu, v níž žádali o obilí pro vojáky a peníze na výplatu žoldu. Když se podařilo požadované prostředky a potraviny dopravit po moři do Hispánie, vytáhli se 16 000 muži na pomoc městu Iliturgi (poblíž dnešního Jaén). Toto město přešlo na stranu Římanů, načež ho oblehli tři punští velitelé: Hasdrubal, jeho bratr Mago Barkas a Hannibal, syn Bomilkara. Livius popisuje, že Scipionové dosáhli velkého vítězství, ačkoli jejich nepřítel měl mít téměř čtyřnásobnou převahu. Nedlouho nato měli odrazit kartaginský útok na město Intibuli. Téměř všechny hispánské kmeny prý pak přešly na stranu Římanů.
V roce 214 př. n. l. sváděli Kartáginci úspěšný boj s Hispány, čímž oslabili věrnost římských spojenců. V odpadnutí jim zabránil Publius Scipio včasným překročením řeky Hiberu a výpravou do jižní Hispánie. Nejprve se opevnil na místě zvaném Castrum Album. Římané ale nedokázali své předsunuté postavení uhájit a stáhli se k blíže neznámé hoře Victoria. Publius se posléze vydal s jízdním oddílem na průzkum, ocitl se však v obklíčení, z něhož ho zachránil bratrův příchod. Tehdy se proti Punům vzbouřilo město Castulo (nedaleko dnešního Linares), z něhož pocházela Hannibalova manželka. Římané vyhnali punskou posádku také z města Saguntum, jehož dobytí Hannibalem bylo jednou z příčin druhé punské války. Město vrátili původním obyvatelům a podrobili si jejich někdejší nepřátele Turdetany. Livius v souvislosti s tím nicméně uvádí, že k osvobození Sagunta došlo osm let po jeho dobytí, což by znamenalo, že do rukou Římanů padlo ve skutečnosti o několik let později.
V roce 213 př. n. l. navázali Scipionové spojení s numidským králem Syfakem, který neočekávaně přerušil své přátelské styky s Kartágem. Bratři vyslali ke králi tři centuriony, aby s ním uzavřeli spojenectví proti Punům. Ti se záhy obrátili na jiného numidského krále, Galu, jehož mladý syn Massinissa s kartaginskou pomocí Syfaka přemohl.

## Smrt
V roce 211 př. n. l. hodlali Římané uštědřit Kartágincům v Hispánii rozhodný úder. Svoji armádu posílili o 20 000 Keltiberů a rozdělili ji na dvě části. Publius obdržel dvě třetiny římského vojska, s nimiž se měl vydat proti punským vojevůdcům Magonovi Barkovi a Hasdrubalovi, synovi Giskona. Gnaeus vedl zbývající třetinu vojska a Keltibery proti Hasdrubalu Barkovi. Oba římští velitelé postupovali společně k městu Amtorgis u horního toku řeky Baetis (Guadalquivir). Gnaeus zde se svými sbory setrval, zatímco Publius pokračoval dál vstříc nepřátelům.
Během pochodu museli Publius a jeho muži čelit útokům numidských jezdců prince Massinissy. Numidové podnikali nájezdy na samotný římský tábor a znepokojovali své protivníky výpady i v nočních hodinách. Mezitím se Publius dozvěděl, že se blíží rovněž punský spojenec Indibilis se 7500 Suessetany. Tíživost jeho postavení přivedla Publia k rozhodnutí vyrazit v noci proti Indibilisovi a střetnout se s ním v bitvě. V nastalém boji měli Římané zpočátku převahu. Pak je ale na křídlech napadli numidští jezdci a nakonec jim vpadli do zad Punové. Publia zasáhl oštěp do pravého boku, načež bez ducha spadl z koně. Když Římané zjistili, že jejich velitel je mrtev, jejich šik se rychle rozpadl. Vítězní Punové se spojili s Hasdrubalem Barkou a o necelý měsíc později porazili a zabili také Publiova bratra Gnaea.

### Prameny
- APPIÁNOS. Zrod římského impéria: římské dějiny. Praha: Svoboda, 1986
- LIVIUS. Dějiny IV. Praha: Svoboda, 1973
- POLYBIOS. Dějiny II. Praha: Arista, Baset, Maitrea, 2008. ISBN 978-80-86410-60-9